# Mancioux
Mancioux is een gemeente in het Franse departement Haute-Garonne (regio Occitanie) en telt 344 inwoners (1999). De plaats maakt deel uit van het arrondissement Saint-Gaudens.

## Geografie
De oppervlakte van Mancioux bedraagt 7,2 km², de bevolkingsdichtheid is 47,8 inwoners per km².
De onderstaande kaart toont de ligging van Mancioux met de belangrijkste infrastructuur en aangrenzende gemeenten.

## Demografie
Onderstaande figuur toont het verloop van het inwonertal (bron: INSEE-tellingen).